# Hieronim (ime)
Hieronim je moško osebno ime.

## Izvor imena
Ime Hieronim izhaja iz latinskega Hieronimus, ta pa iz  grškega Hieronimos (Ιερώνυμος). To razlagajo kot zloženo ime iz grških besed hierós v pomenu besede »svet, božji« in ónoma v pomenu »ime«, to je »tisti, ki ima sveto ime, od Boga posvečeno ime«.

## Različice imena
- moške oblike imena: Eromen, Hijeronim, Jerko, Jerome, Jeron, Jeronim
- ženske oblike imena: Hieronima, Jerka, Jerkica

## Tujejezikovne oblike imena
- pri Angležih: Jerome, Hieronymus
- pri Francozih: Jérôme, Gérôme
- pri Italijanih: Girolamo, Gerolamo, Geronimo, Geromino
- pri Kataloncih: Jeroni
- pri Špancih in Portugalcih: Jerónimo (brazilsko: Jerônimo)
- pri Baskih: Jeronimo; Galicijsko: Xerome; Sardinsko: Ziròminu
- pri Nemcih in Skandinavcih: Hieronymus
- pri Nizozemcih: Hiëronymus (tudi spodnjesaško), Jeroen
- pri Litvancih: Jeronimas
- pri Madžarih: Jeromos
- pri Hrvatih in Srbih: Jeronim (narečno čakavsko? tudi Jerolim)
- pri Čehih: Jeroným
- pri Slovakih: Hieronym
- pri Poljakih: Hieronim
- pri Romunih: Ieronim
- pri Rusih: Иероним (Iyeronim)
- pri Ukrajincih: Єронім (Yeronim), Єроним (Yeronym), Ієронім (Iyeronim)
- pri Belorusih: Еранім (Yeranim)
- pri Grkih: starogr. Ἱερώνυμος (Hierṓnymos); novogr. Ιερώνυμος (Ierónymos)
- pri Albancih: Jeronim(i)
- latinsko: Hieronymus
- esperanto: Hieronimo

## Pogostost imena
Po podatkih Statističnega urada Republike Slovenije je bilo na dan 31. decembra 2007 v Sloveniji število moških oseb z imenom Hieronim: 15.

## Osebni praznik
V koledarju je ime Hieronim zapisano 8. februarja (Hieronim, redovnik, † 8. feb. 1537) in 30. septembra (Sveti Hieronim, duhovnik, cerkveni učitelj, † 30. sep. 420).

## Priimki nastali iz imena
V Sloveniji so iz imena Hieronim nastali naslednji priimki: Jere, Jerič, Jerko, Jerkič, Jerkovič, Jerom, Jeromelj, Jeromen, Jeronič, Jeronel

## Zanimivost
V Sloveniji je šest cerkva sv. Hieronima, od teh župnijska cerkev v Kozani.